# Reducto
Reducto és un barri del centre-sud de Montevideo, Uruguai. Limita amb els barris de Bella Vista a l'oest, Prado i Atahualpa al nord, La Figurita i Villa Muñoz a l'est i La Aguada al sud. Els seus principals carrers són les avingudes Millán i San Martín, mentre que l'avinguda General Flores s'estén per la zona est.